# Seat Arosa
L'Arosa est une petite citadine 3 portes du constructeur automobile espagnol Seat produite de 1997 à 2004.  L'Arosa partage sa base technique ainsi que la plupart de ses pièces avec la Volkswagen Lupo.
Son équivalent actuel dans la gamme Seat est la Seat Mii, lancée en 2011.

## Description

### Phase 1 (1997-2000)

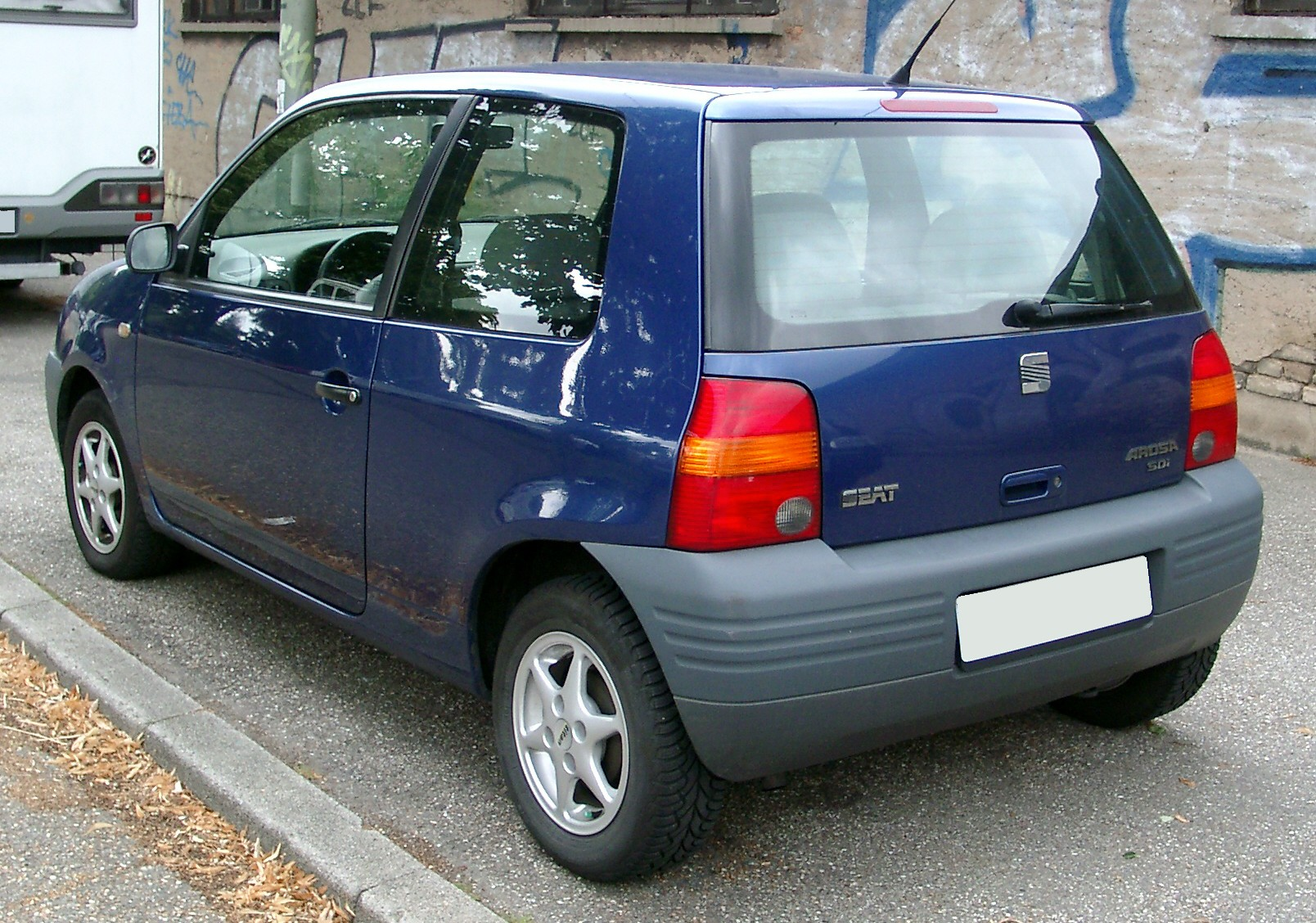
Seat Arosa phase 1

Comme habituellement chez Seat, le nom Arosa dérive du nom castillan d'une ville, celle-ci étant située dans la province de Pontevedra, en Galice. En tant que petite citadine pure elle n'est disponible qu'en 3 portes et 4 places à l'instar des Renault Twingo et Ford Ka.
La version de lancement est présentée au Salon automobile de Genève 1997, elle précède d'un an la Volkswagen Lupo. Les deux modèles étaient ainsi basés sur la plateforme Volkswagen Group A00, une version raccourcie de la plateforme A03 utilisées par les plus grandes Volkswagen Polo et Seat Ibiza.
Initialement assemblée à l'usine Volkswagen de Wolfsburg en Allemagne, sa production a est transférée en mai 1998 à l'usine Seat de Martorell en Espagne.
Son design a été réalisé par Jozef Kabaň, le même homme à l'origine de celui de la Bugatti Veyron 16.4.

### Phase 2 (2000-2004)
L'arrivée du designer Walter de Silva, venu de chez Alfa Romeo, permet à l'Arosa de bénéficier d'une mise à jour esthétique importante octobre 2000 à l'occasion du Mondial de l'automobile de Paris. La Lupo perd ainsi son avantage esthétique indéniable à l'époque de sa sortie. Lors de son restylage elle adopte un dessin plus expressif, modifiant les phares, l'intérieur des feux, le capot et les pare-chocs. De plus, elle adopte une planche de bord similaire à la Volkswagen Lupo.

Seat Arosa phase 2
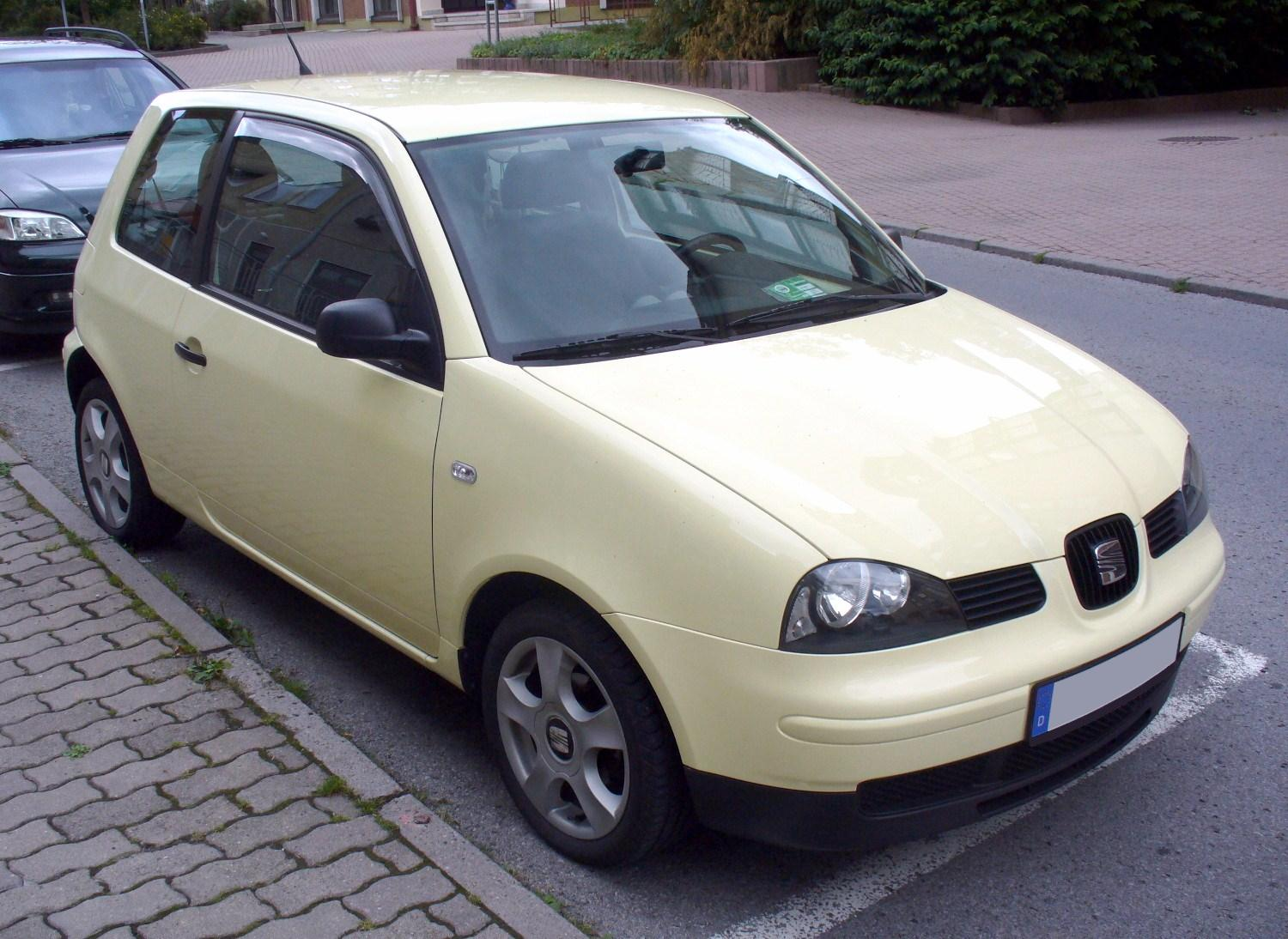
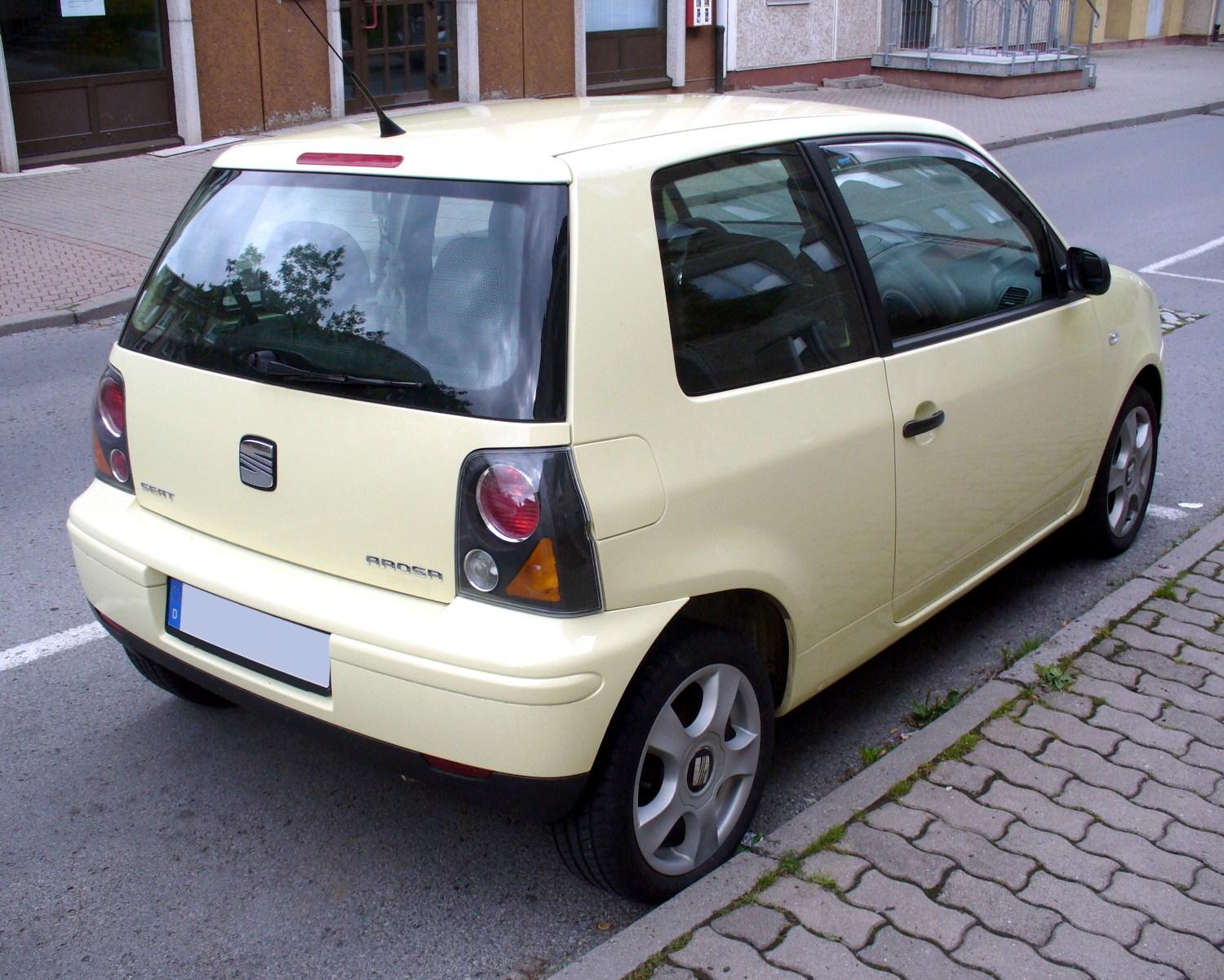

Après l'arrêt de sa production en juin 2004 aucun modèle n'en prend directement la succession jusqu'à l'apparition de la Mii en fin 2011.

## Motorisations
|                                 | 1.7 SDI                | 1.4 TDI                | 1.0                   | 1.4                    | 1.4 16S                |
| ------------------------------- | ---------------------- | ---------------------- | --------------------- | ---------------------- | ---------------------- |
| Moteur                          | 4 cylindres            | 3 cylindres            | 4 cylindres           | 4 cylindres            | 4 cylindres            |
| Cylindrée (en cm3)              | 1 716                  | 1 422                  | 997                   | 1 390                  | 1 390                  |
| Puissance maximale (en chevaux) | 60 ch à 4 200 tr/min   | 75 ch à 4 000 tr/min   | 50 ch à 5 000 tr/min  | 60 ch à 4 700 tr/min   | 100 ch à 6 000 tr/min  |
| Couple maximal (en N m)         | 115 N m à 2 200 tr/min | 195 N m à 2 200 tr/min | 86 N m à 3 000 tr/min | 116 N m à 2 800 tr/min | 128 N m à 4 400 tr/min |
| Boîte de vitesses               | BVM5                   | BVM5                   | BVM5                  | BVM5                   | BVM5                   |
| Vitesse maximale (en km/h)      | 157                    | 170                    | 151                   | 160                    | 188                    |
| 0-100 km/h (en secondes)        | 16,8                   | 12,3                   | 17,4                  | 14,1                   | 10                     |
| Consommation (en L/100 km)      | 4,4                    | 4,3                    | 5,7                   | 6,2                    | 6,7                    |

## Finitions

### Séries spéciales
- Monop (France, 200 exemplaires)[2]

## Ventes
|            | 1997   | 1998   | 1999   | 2000   | 2001   | 2002   | 2003   | 2004  |
| ---------- | ------ | ------ | ------ | ------ | ------ | ------ | ------ | ----- |
| SEAT Arosa | 42 741 | 38 338 | 46 410 | 28 403 | 22 980 | 19 627 | 13 814 | 9 368 |